# Ponorac (Sjenica)
Ponorac (Servisch cyrillisch Понорац) is een plaats in de Servische gemeente Sjenica. De plaats telt 186 inwoners (2002).